# Haute volée-Polka
Haute Volée-Polka (Polka de la haute volée) est une polka de Johann Strauss II (op. 155). L'œuvre est créée le 17 août 1854 au Volksgarten de Vienne.

## Histoire
La polka est composée et interprétée à l'occasion d'un concert d'été de l'orchestre Strauss. Le nom « haute volée » provient d'un groupe de personnes qui ne sont pas liées aux classes sociales classiques telles que la noblesse, la bourgeoisie et la classe ouvrière, et dont les membres peuvent théoriquement appartenir à n'importe laquelle de ces classes. Le groupe Haute volée veille à une tenue vestimentaire soignée et à la mode, valorise le bon comportement et participe à des événements sociaux. Bref, quiconque pense à lui-même se considère comme faisant partie de cette catégorie. En nommant ainsi sa polka, Strauss suggère à son auditoire de l'inclure dans le groupe des hautes volées. Bien entendu, l'œuvre est bien accueillie. On suppose parfois qu'elle contient un message d'anniversaire pour l'empereur François-Joseph 1er, qui fête ses 24 ans le 18 août 1854.

## Durée
Sa durée d'exécution est d'environ 3 minutes et 20 secondes. Elle peut varier légèrement selon l'interprétation musicale du chef d'orchestre.

## Interprétation notable
En 2005, la pièce est jouée lors du célèbre concert du nouvel an à Vienne sous la direction de Lorin Maazel.